# Arta (vùng)
Arta (tiếng Ả Rập: إقليم عرتا, tiếng Somalia: Gobolka Carta) là một trong sáu vùng của Djibouti. Vùng này chính thức được thành lập vào năm 2003 với việc sáp nhập các huyện của hai vùng Dikhil và Djibouti. Nó nằm ở vùng nam trung bộ của đất nước, giáp với vùng Tadjoura về phía bắc, vùng Djibouti và Dikhil về phía đông bắc, vùng Ali Sabieh về phía nam, Somaliland về phía đông.
Thủ phủ của vùng là Arta. Các thị trấn khác bao gồm Weʽa, Damerjog và Loyada. Núi Hemed là điểm cao nhất trong vùng Arta.

## Lịch sử
Lối sống du mục ở vùng Arta đã tồn tại ít nhất 2.000 năm. Trong thời Trung Cổ, vùng Arta được cai trị bởi Vương quốc Hồi giáo Ifat và Vương quốc Hồi giáo Adal. Sau đó, nơi này trở thành một phần của chính quyền bảo hộ Somaliland thuộc Pháp vào nửa đầu thế kỷ 20. Vùng Arta nằm ở ranh giới giữa các nhóm dân tộc Afar và Somali Issa.

## Khí hậu
Nhìn chung vùng Arta có khí hậu bán khô hạn và khô hạn. Phần lớn diện tích của vùng được bao phủ bởi núi, bình nguyên cao và sa mạc. Khí hậu vùng duyên hải chịu ảnh hưởng của nước biển ấm, giúp khu vực không có nhiệt độ quá cao và cung cấp độ ẩm cho lượng mưa. Tuy nhiên, hầu hết vùng Arta có hai mùa thời tiết: thời kỳ "mùa đông" với nhiệt độ khá lạnh và ấm, lượng mưa nhiều hơn và thời kỳ mùa hè oi bức với nhiệt độ nóng, khó chịu.
Số liệu trung bình hàng năm của một số thị trấn vùng Arta được thể hiện bên dưới:
| Thị trấn | Nhiệt độ tối thiểu | Nhiệt độ tối đa    | Lượng mưa       |
| -------- | ------------------ | ------------------ | --------------- |
| Arta     | 15,9 °C (60,6 °F)  | 37,1 °C (98,8 °F)  | 236 mm (9,3 in) |
| Weʽa     | 16,8 °C (62,2 °F)  | 38,4 °C (101,1 °F) | 200 mm (7,9 in) |
| Loyada   | 20,5 °C (68,9 °F)  | 40,5 °C (104,9 °F) | 163 mm (6,4 in) |

## Đô thị
| Tên thị trấn | Dân số |
| ------------ | ------ |
| Arta         | 13.010 |
| Weʽa         | 4.667  |
| Loyada       | 1.367  |
| Chabelley    | 1.011  |
| Omar Jagaa   | 1.325  |
| Damerjog     | 1.321  |
| Koussour     | 170    |